# Leopoldine Konstantin
Leopoldine Konstantin (n. 12 martie 1886, Brünn, Austro-Ungaria – d. 14 decembrie 1965, Viena, Austria) a fost o actriță austriacă.

## Filmografie
- 1912: Gebannt und erlöst (Banned and redeemed)
- 1912: Die Hand des Schicksals (The Hand of Fate)
- 1912: Die Heldin der schwarzen Berge (The Heroine of the Black Mountains)
- 1913: Vater und Sohn (Father and Son)
- 1913: Die Insel der Seligen (The Isle of the Blessed)
- 1914: Kleine weiße Sklaven (Little White Slaves)
- 1914: Die zerbrochene Puppe (The Smashed Doll)
- 1915: Das Wiegenlied (The Lullaby)
- 1917: Aus vergessenen Akten (From Forgotten Files)
- 1917: Der Onyxkopf (The Onyx Head)
- 1918: Lola Montez (Lola Montez)
- 1919: Der Volontär (The Volunteer)
- 1919: Der Verrat der Gräfin Leonie (The Betrayal of Countess Leonie)
- 1919: Können Gedanken töten? (Can Thoughts Die?)
- 1920: Der Shawl der Kaiserin Katharina II (The Shawl of Empress Catherine II)
- 1920: Präsident Barrada (President Barrada)
- 1920: Weltbrand (World Brand)
- 1921: Der Silberkönig (The Silver King)
- 1933: Season in Cairo
- 1933: Es tut sich was um Mitternacht (It's happening at midnight)
- 1933: Früchtchen / Csibi, der Fratz
- 1934: Liebe dumme Mama
- 1934: Prinzessin Turandot (Princess Turandot)
- 1934: Der alte und der junge König (The Old and the Young King)
- 1935: Frischer Wind aus Kanada (A fresh breeze from Canada)
- 1936: Mädchenpensionat
- 1936: Und du, mein Schatz, fährst mit (And you, my darling, go with them)
- 1937: Andere Welt (Other World)
- 1946: Notorious